# Eduard-Tatian Mititelu
Eduard-Tatian Mititelu (n.  ?) este un deputat român, ales în 2024 din partea PNL. 